# Beatriz Sánchez
Beatriz de Jesús Sánchez Muñoz (Viña del Mar, 24 de dezembro de 1970) é uma jornalista e política chilena.
Conhecida por dedicar ao jornalismo político e as entrevistas de actualidade, foi presentadora do programa Hora 20 na Rede, e tem trabalhado nas principais rádios informativas de Chile, como Rádio Bío-Bío, Rádio DNA, Rádio Cooperativa e Rádio Chilena.
Em 2017, foi nominada como candidata presidencial da Frente Ampla para as eleições presidenciais de novembro desse ano, onde atingiu o terceiro lugar com uma percentagem superior ao 20% de votos.

## Família e estudos
Realizou seus estudos no Colégio Saint Paul de Vinha do Mar, instituição privada de inspiração cristão-anglicana. Filha de dois académicos universitários, durante sua época escolar realizou uma viagem de estudos a Grã-Bretanha, enquanto seu pai realizava estudos de posgrado. Posteriormente estudou jornalismo na Universidade de Concepção.
Está casada faz 28 anos com Pablo Aravena, a quem conheceu na universidade, com quem tem 3 filhos: Diego, Sebastián, e Pablo; o primeiro deles o teve à idade de 19 anos, enquanto estava em segundo ano de jornalismo, e tem declarado que nesse momento avaliou realizar um aborto, mas finalmente o casal decidiu ter a esse filho.

## Trajectória profissional

### Rádio
Grande parte de sua carreira desenvolveu-a no mundo radial, sendo jornalista de diversos programas em Rádio Bío-Bío (1994-1996), Rádio Chilena (1996-2002), Rádio Cooperativa (2003-2007), DNA Rádio (2008-2014) e Rádio A Chave (2014-2017).
Foi figura fundadora de Rádio DNA, emissora em que se desempenhou como condutora âncora junto a outros jornalistas. Aí começou a realizar seus editoriais, as quais não estiveram isentas de controvérsia, devido ao papel protagónico que tomou na estação, diferente ao tradicional espaço que se lhes tem dado às mulheres nas comunicações chilenas. Em 2014 renunciou a Rádio DNA depois de um conflito com um dirigente sindical, seguindo o caminho de vários de seus colegas, entre eles Fernando Paulsen.
Seu último labor em meios de comunicação foi em Rádio A Chave, onde conduziu o programa Combinação Finque. Em editoriais analisou diversos temas de actualidade, como a corrupção, a desigualdade de género e a qualidade da democracia. O 21 de março de 2017 congelou seu trabalho em Rádio A Chave por suas aspirações presidenciais.

### Televisão
Inicia sua carreira televisiva após cumprir 40 anos. Começa no noticiario Hora 20 de Rede Televisão, junto com Verónica Franco no programa que foi o primeiro noticiario em ter uma dupla feminina na condução. Ao respeito declarou «que os "casais" clássicos de homem e mulher nas notícias se reproduzem só por costume».
Também em Rede TV desenvolveu o programa Entrevista Verdadeira entre 2015 e 2016. Seu passo por televisão terminou abruptamente; em meados de 2015 o programa Hora 20 foi sacado do ar pelo fechamento do departamento de imprensa de Rede TV. Em fevereiro de 2017 Rede TV não continuou seu contrato, deixando fora de ecrã seu programa, o que qualificou como uma «saída dolorosa» por deixar a pessoas com as que tinha gerado uma estreita relação humana.

## Candidatura presidencial
A jornalista foi contactada em janeiro de 2017 pelo partido Poder, para propor-lhe uma precandidatura pela Frente Ampla para a eleição presidencial desse ano, o qual descartou mediante uma mensagem em sua conta de Twitter o 13 de janeiro. No entanto, e depois de uma reunião com Revolução Democrática e o Movimento Autonomista, decidiu considerar uma eventual precandidatura, congelando seu trabalho em Rádio A Chave, decisão que comunicou o 21 de março.
O 3 de abril oficializó seu precandidatura às primárias da Frente Ampla num acto realizado na praça Baquedano, em Santiago. Sánchez ganhou as primárias da Frente Ampla nas eleições do 2 de julho, com um 68% dos votos.

## Pensamento

### Feminismo
Beatriz Sánchez declara-se como feminista. Numa entrevista com a revista Paula em novembro de 2014, afirmou que entre seus motivos estão que «ainda ganhamos até 40 % menos que os homens pelo mesmo trabalho; pese a ser 50 % da população no país, somos menos de 20 % em cargos políticos, em diretórios de empresas, em prêmios nacionais e gerencias gerais; e não por ser mulheres todas querem ser mães».
Publicou o livro Poderosas (Aguilar, 2014), onde retrata oito entrevistas de mulheres em posições de poder em Chile.

### Posição política
Sánchez tem desenvolvido um perfil de jornalista de opinião, de carácter forte e como entrevistadora próxima. Também tem sido crítica a diversos espaços de poder. Em novembro de 2014 declarou-se favorável às reformas promovidas pelo segundo governo de Michelle Bachelet:
La Tributaria, porque con el IVA en este país, mientras menos tienes más pagas. La Educacional, porque es un derecho que hoy es un privilegio y La Constitucional, porque la política, pese a lo impopular de la palabra, es la base para una sociedad sana.— Beatriz Sánchez, Paula.

## Reconhecimentos
- Melhor jornalista televisiva Ano 2014, por Universidade Adolfo Ibáñez.[22]
- Prêmio Raquel Correia 2016, por Associação Nacional de Mulheres Jornalistas de Chile.[23]

## Historial eleitoral

### Eleições presidenciais de 2017
|  | 36,64 % |

|  | 22,70 % |

|  | 20,27 % |

|  | 7,93 % |

|  | 5,88 % |

|  | 5,71 % |

|  | 0,51 % |

|  | 0,36 % |